# Коринф (Арканзас)
Коринф (англ. Corinth) — місто (англ. town) в США, в окрузі Єлл штату Арканзас. Населення — 45 осіб (2020).

## Географія
Коринф розташований на висоті 107 метрів над рівнем моря за координатами 35°4′10″ пн. ш. 93°25′12″ зх. д. / 35.06944° пн. ш. 93.42000° зх. д. (35.069508, -93.420089). За даними Бюро перепису населення США в 2010 році місто мало площу 8,43 км², з яких 8,17 км² — суходіл та 0,26 км² — водойми.

## Демографія
Згідно з переписом 2010 року, у місті мешкало 70 осіб у 21 домогосподарстві у складі 18 родин. Густота населення становила 8 осіб/км². Було 26 помешкань (3/км²).
Расовий склад населення:
| - 92,9 % — білих - 1,4 % — корінних американців - 5,7 % — осіб інших рас |

До двох чи більше рас належало 0,0 %. Іспаномовні складали 38,6 % від усіх жителів.
За віковим діапазоном населення розподілялося таким чином: 38,6 % — особи молодші 18 років, 51,4 % — особи у віці 18—64 років, 10,0 % — особи у віці 65 років та старші. Медіана віку мешканця становила 29,7 року. На 100 осіб жіночої статі у місті припадало 100,0 чоловіків; на 100 жінок у віці від 18 років та старших — 95,5 чоловіків також старших 18 років.
Середній дохід на одне домашнє господарство становив 72 906 доларів США (медіана — 88 056), а середній дохід на одну сім'ю — 39 308 доларів (медіана — 38 472).
Цивільне працевлаштоване населення становило 47 осіб. Основні галузі зайнятості: освіта, охорона здоров'я та соціальна допомога — 38,3 %, фінанси, страхування та нерухомість — 4,3 %, роздрібна торгівля — 2,1 %.
За даними перепису населення 2000 року в Коринфі мешкало 65 осіб, 18 сімей, налічувалося 25 домашніх господарств і 29 житлових будинків. Середня густота населення становила близько 7,7 осіб на один квадратний кілометр. Расовий склад Коринфа за даними перепису розподілився таким чином: 96,92 % білих, 3,08 % — інших народів. Іспаномовні склали 24,62 % від усіх жителів містечка.
З 25 домашніх господарств в 24,0 % — виховували дітей віком до 18 років, 60,0 % представляли собою подружні пари, які спільно проживали, в 8,0 % сімей жінки проживали без чоловіків, 28,0 % не мали сімей. 28,0 % від загального числа сімей на момент перепису жили самостійно, при цьому 12,0 % склали самотні літні люди у віці 65 років та старше. Середній розмір домашнього господарства склав 2,60 особи, а середній розмір родини — 3,22 особи.
Населення містечка за віковим діапазоном за даними перепису 2000 року розподілилося таким чином: 21,5 % — жителі молодше 18 років, 12,3 % — між 18 і 24 роками, 24,6 % — від 25 до 44 років, 26,2 % — від 45 до 64 років і 15,4 % — у віці 65 років та старше. Середній вік мешканця склав 36 років. На кожні 100 жінок в Коринті припадало 124,1 чоловіків, у віці від 18 років та старше — 131,8 чоловіків також старше 18 років.
Середній дохід на одне домашнє господарство в містечкі склав 28 125 доларів США, а середній дохід на одну сім'ю — 44 375 доларів. При цьому чоловіки мали середній дохід в 16 607 доларів США на рік проти 19 167 доларів середньорічного доходу у жінок. Дохід на душу населення в містечкі склав 10 926 доларів на рік. Всі родини Коринфа мали дохід, що перевищує рівень бідності, 10,6 % від усієї чисельності населення перебувало на момент перепису населення за межею бідності, при цьому з них були молодші 18 років і — у віці 65 років та старше.